# ? Live
? Live è il primo album dal vivo del cantautore statunitense Neal Morse, pubblicato nel maggio 2007 dalla Radiant Records.

## Descrizione
Pubblicato inizialmente per il fan club di Morse, l'album contiene la registrazione del concerto tenuto dal cantautore nell'estate del 2006 durante il quale ha eseguito nella sua interezza il settimo album in studio ?, uscito l'anno prima.
L'album è stato successivamente pubblicato per il commercio il 30 ottobre 2007.

## Tracce
Testi e musiche di Neal Morse, eccetto dove indicato.
CD 1 – The Entire Question Mark Album Live!
1. The Temple of the Living God – 7:09
2. Another World – 2:37
3. The Outsider – 2:29 (Neal Morse, Mike Portnoy, Randy George)
4. Sweet Elation – 2:37
5. In the Fire – 8:17
6. Solid as the Sun – 6:04
7. The Glory of the Lord – 1:35
8. Outside Looking In – 4:35
9. 12 – 6:48
10. Entrance – 9:11
11. Inside His Presence – 4:44
12. The Temple of the Living God – 4:07

CD 2 – From ONE
1. The Creation – 19:01 (testo: Neal Morse, Randy George – musica: Neal Morse, Mike Portnoy, Randy George)
2. The Man's Gone – 4:02
3. Cradle to the Grave – 5:32 (testo: Neal Morse, Randy George)
4. Help Me/The Spirit and the Flesh – 12:57 (testo: Neal Morse, Randy George)
5. King Jesus – 5:02
6. Reunion – 12:01 (testo: Neal Morse, Randy George – musica: Neal Morse, Mike Portnoy, Randy George)
7. Encore Medley: We All Need Some Light/Open Wide the Flood Gates/Solitary Soul/Wind at My Back (Bonus Track) – 18:50

## Formazione
- Neal Morse – voce, tastiera, chitarra
- Jessica Koomen – voce, tastiera
- Elisa Krijgsman – chitarra, voce
- Wilco van Esschoten – basso, voce
- Henk Doest – tastiera
- Collin Leijenaar – batteria, cajòn